# Philippe Quersin
Philippe Quersin(ur. 1894, zm. 1977) – pilot, belgijski baloniarz, dziennikarz i reporter.

## Życiorys
Podczas I wojny światowej zgłosił się na ochotnika do kawalerii, potem służył przy samochodach pancernych i w lotnictwie. Uprawiał lekkoatletykę, jazdę konną i strzelectwo. W 1925 roku podczas XIV zawodów jako drugi pilot na balonie Prince Leopold wraz z Alexandrem Veenstra reprezentując Belgię zdobył Puchar Gordona Bennetta. Po locie nad Zatoką Biskajską próbowali wylądować na półwyspie Cape Touriñán, ale wiatr zniósł balon na pełne morze. Quersin pozostał na lądzie, a Veenstra po wylądowaniu w wodzie został zabrany na pokład hiszpańskiego parowca Fernando Carona. Nie zostali zdyskwalifikowani i udało im się wygrać zawody. Był uczestnikiem XXI, XXII, XXIII, XXIV, XXV oraz XXVI zawodów o Puchar Gordona Bennetta. W tych edycjach nie osiągnął większych sukcesów zajmując miejsca od drugiego do dziesiątego.
W 1960 roku został mu przyznany Dyplom Montgolfiera, który początkowo był przyznawany zawodnikom za wkład sprzed 1960 roku (czyli daty ustanowienia nagrody przez FAI).